# Lissotestella rissoaformis
Lissotestella rissoaformis är en snäckart som först beskrevs av Powell 1931.  Lissotestella rissoaformis ingår i släktet Lissotestella och familjen Skeneidae. Inga underarter finns listade i Catalogue of Life.